# 叶夫斯塔菲号战列舰
“叶夫斯塔菲”号战列舰（羅馬化：Evstafi）是俄罗斯帝国海军黑海舰队葉夫斯塔菲級前无畏舰的首舰。该舰建于第一次世界大战之前，由于为了反映1905年日俄战争的教训而进行的修改，它的完工被大幅推迟。
第一次世界大战爆发时，該舰及其姊妹舰“金口约翰”号是黑海舰队中现代化程度最高的舰只。在战争开始的第一年，无畏舰入役之前，这两艘舰组成了黑海舰队的核心。在1914年末俄罗斯对奥斯曼帝国宣战后不久的萨雷奇角海战中，两舰迫使德国战列巡洋舰“戈本”号撤退。1915年初，该舰参与了数次对博斯普鲁斯海峡要塞的炮击行动，其中一次遭到“戈本”号的袭击，但是“叶夫斯塔菲”号与其他俄国前无畏舰共同成功驱逐了敌舰。在1915年末俄国第一艘无畏舰投入使用后，“叶夫斯塔菲”号被降级为次要角色，并于1918年在塞瓦斯托波尔被编入预备役。
“叶夫斯塔菲”号在1918年5月德军占领塞瓦斯托波尔时被俘，并在1918年11月停战后被移交给协约国军。该舰的动力系统在1919年英军撤退时，为避免落入布尔什维克之手来对付俄国白军而摧毁。1920年白军撤离克里米亚时该舰被遗弃，在1922到1923年被苏联方面接收并解体。

## 设计与性能
“叶夫斯塔菲”号水线长379英尺（115.5），总长385英尺9英寸（117.6），舷宽74英尺（22.6），最大吃水深28英尺（8.5），设计排水量为12,738長噸（12,942公噸）。
该舰搭载两台3缸直立三胀式蒸汽机，驱动两具螺旋桨。22台贝尔维尔水管锅炉为蒸汽机提供蒸汽。引擎的总设计输出功率为10,600匹指示馬力（7,904千瓦特），最高航速为16節（30每小時；18英里每小時）。满载时该舰可装载1,100長噸（1,118公噸）煤，可在10節（19每小時；12英里每小時）航速下行驶2,100海里（3,900；2,400英里）。
“叶夫斯塔菲”号的奥布霍夫斯基12英寸1895年型40倍径炮安装在两座双联装炮塔中，一座位于舰艏，一座位于舰艉。每座炮塔的射击弧为260°。4门50倍径1905年型炮安装在上层建筑装甲炮廓的四角。这几门炮的可以向舰体前后两个方向射击，其射击角度达到120°。12门6英寸（152）卡内特1892年式45倍径炮安装在下层炮廓中。舰上的反鱼雷艇武装由14门安装在上层甲板的凸角炮座上，以炮盾保护的75（3.0英寸）卡内特1892式50倍径炮组成。舰艇后方的两舷侧各配备两具17.7英寸（450）鱼雷发射管。

### 战时改装
1915年，“叶夫斯塔菲”号的烟囱顶部加装了防护格栅以防止被轻型轰炸损坏，此外还在每座炮塔的顶部另外加装了防空炮。最初所用的防空炮是3门75毫米炮，但后来这些炮被改为两门63.5（2.5英寸）炮和两门40（1.6英寸）炮。

## 服役
早在1904年11月23日正式的龙骨奠基仪式之前，“叶夫斯塔菲”号就已经在同年7月13日提前开始建造工程。尽管受到了来自1905年俄国革命造的干扰，但建造进展相对较快，本舰于1906年11月3日下水。然而，由于海军在消化和吸收日俄战争带来的教训时做出了多项变更，本舰的舾装工作遭到了相当大的延误，直到1911年5月28日才完工。完工后不久，该舰于1911年10月在罗马尼亚的康斯坦察港搁浅，但只是轻微受损。

### 第一次世界大战
作为黑海舰队最新锐舰只，“叶夫斯塔菲”号在第一次世界大战的第一年作为舰队司令安德烈·坎贝哈特的旗舰。1914年11月2日俄国对奥斯曼帝国宣战两周后，由前无畏舰“叶夫斯塔菲”号、“金口约翰”号、“潘捷莱蒙”号、“罗斯季斯拉夫”号、“三圣徒”号以及3艘巡洋舰，由3艘驱逐舰和11艘鱼雷艇护航，组成黑海舰队于11月15日出发炮击特拉布宗。这支舰队于11月17日早晨成功完成任务，然后转向西部沿安纳托利亚海岸搜寻土耳其船只，下午晚些时候前往塞瓦斯托波尔。第二天，这支舰队遭到奥斯曼土耳其海军旗下战列巡洋舰“严君塞利姆苏丹”号（原德国海军战列巡洋舰“戈本”号）和轻巡洋舰“米迪利”号（原德国海军轻巡洋舰“布雷斯劳”号）拦截，这场战斗后来被称为萨雷奇角海战。
尽管是中午时分，但雾蒙蒙的天气使得双方主力舰队最初并未看到彼此。黑海舰队在战前就试验过由一艘位于三艘战列舰中间的“主舰”输出设计参数来控制位于前后的“从舰”集中火力进行攻击的所谓“三位一体”射击法。而在这次作战中，作为“从舰”的“叶夫斯塔菲”号在“主舰”“金口约翰”号能看到敌方之前一直没有开火。当炮击指令终于传达下来时，其射击参数中的炮击距离比“叶夫斯塔菲”号自己估计的7,700碼（7,000）还多了4,000碼（3,700）。为此先头的“叶夫斯塔菲”号在“严君塞利姆苏丹”号转向以便进行舷侧齐射之前就参照自己测算的数据对其开火了。在第一轮炮火射击中，“叶夫斯塔菲”号发射的一枚12英寸炮弹部分穿透了“严君塞利姆苏丹”号一门15英寸（5.9英寸）副炮的装甲炮廓。但引爆了其中的一些待发弹药并引发了火灾。火灾烧毁了炮廓并烧死了其中的舰员。
“严君塞利姆苏丹”号随后不久发起还击，其中一发炮击击中了“叶夫斯塔菲”号的中部烟囱。炮弹穿过烟囱后引爆，摧毁了火控无线电的天线，这意味着“叶夫斯塔菲”号再也无法在接下来的战斗中校正“主舰”“金口约翰”号的错误射击数据。“严君塞利姆苏丹”号还击中了“叶夫斯塔菲”号四次，其中有一发炮弹击中后未爆炸。经过14分钟的战斗后，海军少将威廉·苏雄决定转向并脱离战线。“叶夫斯塔菲”号在这次战斗中发射了12至16枚12英寸炮弹，以及14枚8英寸和19枚6英寸炮弹，有34人阵亡，24人受伤。
战斗结束后，“叶夫斯塔菲”号上的几块装甲板需要更换。为了在11月29日之前完成修复工作，这些装甲板拆自老旧的前无畏舰“十二使徒”号。1915年1月9日，奥斯曼土耳其的“米迪利”号与“哈米迪耶”号在从黑海东部执行任务后的返回途中遭遇俄罗斯舰队。“米迪利”号的一枚10.5（4.1英寸）炮弹击中了“叶夫斯塔菲”号的前炮塔，使其暂时失去作战能力。之后，两艘奥斯曼土耳其巡洋舰凭借自己的速度优势成功逃脱。
在1915年3月18日至5月9日期间，“叶夫斯塔菲”号与“金口约翰”号曾多次担任炮击博斯普鲁斯海峡任务的掩护舰只。之前的两次袭击都平淡无奇，但是5月9日的袭击却引起了反响。奥斯曼土耳其海军“爱国之楷”号最先发现了俄罗斯战列舰队。此后，双方舰队转向平行航线并在17,400碼（15,900）距离上开火。虽然“严君塞利姆苏丹”号曾有数发炮弹落在“叶夫斯塔菲”号附近，但是双方都未有命中。为了顾及老旧的“罗斯季斯拉夫”号，海军上将坎贝哈特命令俄军舰只只能以5節（9.3每小時；5.8英里每小時）的速度航行，而对手“严君塞利姆苏丹”号却能以25節（46每小時；29英里每小時）的高速航行。由于俄军舰只一直在不断转向，尽管“严君塞利姆苏丹”号航速更快，但还是无法对俄军跨越T字。俄军舰只这一战术机动为“三圣徒”号和“潘捷莱蒙”号加入战局争取到了足够的时间。交火22分钟后，“潘捷莱蒙”号击中了“严君塞利姆苏丹”号两次，之后土耳其军舰脱离战线。
1915年8月1日，随着无畏舰“玛丽娅皇后”号入役，包括“叶夫斯塔菲”号在内的所有其他非无畏舰都被调入第二战列旅。在10月1日，几艘新式无畏舰为“金口约翰”号和“潘捷莱蒙”号提供掩护对宗古尔达克进行炮击，而“叶夫斯塔菲”号则炮击附近的科兹卢。1916年5月，两艘叶夫斯塔菲级战列舰参与了对瓦尔纳的第二次炮击行动。
1918年3月，“叶夫斯塔菲”号和“金口约翰”号被调至塞瓦斯托波尔作为后备舰艇。由于丧失动力，两舰在1918年5月被德军俘虏。之后“叶夫斯塔菲”号被用作德军的住宿船。第二年12月，两舰都被移交给了协约国军。1919年4月22日至24日，英军在撤离克里米亚时破坏了两舰的引擎，以防止布尔什维克将其用于对抗俄国白军。两舰在俄国内战期间被双方先后俘获，但在俄国白军于1920年11月撤离克里米亚时被弃置。“叶夫斯塔菲”号于1921年7月6日改名为“革命”号（Революцию）。1922年该舰被报废拆解，但直到1925年11月21日才从海军名单上除名。

## 脚注

### 引文
1. ↑  章骞 (2013)，第381頁.
2. ↑  McLaughlin (2003)，第147頁.
3. ↑  McLaughlin (2003)，第148, 151–152頁.
4. ↑  McLaughlin (2003)，第151頁.
5. ↑  McLaughlin (2003)，第310頁.
6. ↑  McLaughlin (2003)，第147, 152頁.
7. ↑  McLaughlin (2003)，第302–303頁.
8. ↑  McLaughlin (2001)，第131–133頁.
9. ↑  McLaughlin (2001)，第132頁.
10. 1 2 3  McLaughlin (2003)，第152頁.
11. ↑  章骞 (2013)，第396頁.
12. ↑  诺埃尔 & 比奇 (1996)，第76頁.
13. ↑  Nekrasov (1992)，第55–57頁.
14. ↑  章骞 (2013)，第395-398頁.
15. ↑  McLaughlin (2003)，第304頁.
16. ↑  Nekrasov (1992)，第90–92頁.